# 京都府立北稜高等學校
京都府立北稜高等学校（日语：京都府立北稜高等学校）位于日本国京都府京都市左京区岩仓幡枝町，2009年调入京都市北通学圈。

## 学科
- 全日制课程 普通科

## 历史
- 1980年（昭和55年）1月，京都府立北稜高等学校建立。
- 1980年（昭和55年）4月 ，学校关闭。
- 1985年（昭和60年），普通科I类、II类（人文系・理数系）设置。